# بالابان (فیلم)
بالابان فیلمی به کارگردانی و نویسندگی رضا صافی ساختهٔ سال ۱۳۸۹ است.

## بازیگران
- محمدحسین دریابگرد
- صادق زارعی
- مریم رنجبر
- آریا بهرام نژاد
- هادی ارشدپور
- ایرج صغیری
- حیدر مظفری
- سیروس ولی زاده